# Elymus intramongolicus
Elymus intramongolicus är en gräsart som först beskrevs av Shan Chen och W.Gao, och fick sitt nu gällande namn av Shou Liang Chen. Elymus intramongolicus ingår i släktet elmar, och familjen gräs. Inga underarter finns listade i Catalogue of Life.